# Ludmiła Guriejewa
Ludmiła Nikołajewna Guriejewa (ros. Людмила Николаевна Гуреева, ur. 12 lutego 1943 w Odessie, zm. 4 października 2017 w Moskwie) – radziecka siatkarka, medalistka igrzysk olimpijskich i uniwersjady.

## Życiorys
Guriejewa wystąpiła wraz z reprezentacją Związku Radzieckiego na igrzyskach olimpijskich w Tokio. Zagrała wówczas w trzech z pięciu meczów, a jej zespół zdobył srebrny medal. Zdobyła złoty medal na uniwersjadzie 1965 odbywającej się w Budapeszcie.
Była zawodniczką klubów Buriewiestnik Odessa (do 1964) i CSKA Moskwa (od 1964 do 1978). W mistrzostwach Związku Radzieckiego zajmowała 1. miejsce w 1961, 1965, 1966, 1967, 1968, 1969 i 1974, 2. miejsce w 1972, 1973 i 1977 oraz 3. miejsce w 1962 i 1975. Jest tryumfatorką pucharu ZSRR z roku 1972 i Puchar Europy Mistrzyń Krajowych z 1966 i 1967. Karierę sportową zakończyła w 1978.
Za osiągnięcia sportowe została w 2003 wyróżniona tytułem Zasłużony Mistrz Sportu Rosji. Sześciokrotnie widniała na liście 24 najlepszych siatkarek ZSRR. Jest absolwentką Instytutu Wychowania Fizycznego w Moskwie.